# Championnat d'Europe féminin de water-polo 2012
Pour les articles homonymes, voir Championnat d'Europe de water-polo 2012.
Navigation
Édition 2010 Édition 2014
Le championnat d'Europe de water-polo féminin de 2012 est la 13e édition de la principale compétition européenne de water-polo entre nations. Elle est organisée à Eindhoven du 18 au 28 janvier 2012 par la Ligue européenne de natation en même temps que le championnat masculin.
Outre les quatre meilleures équipes de l'édition précédente, auxquelles appartient l'équipe du pays hôte, quatre équipes se qualifient lors de poules de qualifications jouées de janvier à octobre 2011.
Le championnat féminin est remporté, le 28 janvier 2012, par l’équipe d’Italie en finale contre celle de Grèce.
Les cinq premiers de ce championnat se qualifient pour le tournoi olympique de qualification au cours duquel sont désignés les trois derniers qualifiés des épreuves de water-polo des Jeux olympiques d'été de 2012.

## Équipes qualifiées
Outre l’équipe du pays hôte, les cinq premières équipes du précédent championnat de 2010 sont automatiquement qualifiées pour l’édition 2012. Les autres équipes doivent participer à deux tours de qualifications d’octobre 2010 à octobre 2011 pour gagner l'une des six places restantes.
| Compétition               | Date                          | Lieu              | Nombre de places        | Qualifiés                                 |
| ------------------------- | ----------------------------- | ----------------- | ----------------------- | ----------------------------------------- |
| Pays organisateur         | Pays organisateur             | Pays organisateur | 1                       | Pays-Bas                                  |
| Championnat d’Europe 2010 | 30 août au 10 septembre 2010  | Zagreb (Croatie)  | 3 (ordre du classement) | Russie Grèce Italie                       |
| Qualifications            | 30 janvier au 15 octobre 2011 | multiples         | 4                       | Espagne Hongrie Allemagne Grande-Bretagne |
| TOTAL                     |                               |                   | 8                       |                                           |

## Tour de qualification
Les équipes prétendant à une place en phase finale du championnat d'Europe jouent par groupe des rencontres en matches aller-retour. Les deux premiers de chaque groupe, soit quatre équipes, se qualifient pour la phase finale à Eindhoven.
Cette formule remplace celle de tournois organisés la même semaine en quelques lieux limités. Ces rencontres aller-retour sont jugées trop coûteuses par certaines fédérations, surtout lorsque la différence de niveau est importante entre deux équipes. Auparavant, le championnat d'Europe B permettait de ne faire participer que les meilleures des équipes qui ne s'étaient pas qualifiées pour les championnats A.
Le tirage au sort des groupes a lieu le 11 septembre 2010 à Zagreb, en Croatie.

### Groupe A
| Rang | Équipe    | Pts | J | G | N | P | Bp  | Bc  | Diff |
| ---- | --------- | --- | - | - | - | - | --- | --- | ---- |
| 1    | Hongrie   | 18  | 6 | 6 | 0 | 0 | 115 | 52  | +63  |
| 2    | Allemagne | 12  | 6 | 4 | 0 | 2 | 116 | 65  | +51  |
| 3    | France    | 6   | 6 | 2 | 0 | 4 | 67  | 72  | -5   |
| 4    | Slovaquie | 0   | 6 | 0 | 0 | 6 | 39  | 148 | -109 |

| Date              |           | Score |           | Quarts-temps            |
| ----------------- | --------- | ----- | --------- | ----------------------- |
| 29 janvier 2011   | Slovaquie | 5-33  | Hongrie   | 1-3 ; 2-10 ; 1-10       |
| 29 janvier 2011   | France    | 8-16  | Allemagne | 2-3 ; 1-5 ; 2-3 ; 3-5   |
| 26 mars 2011      | Allemagne | 25-7  | Slovaquie | 7-2 ; 6-1 ; 6-0 ; 6-4   |
| 26 mars 2011      | Hongrie   | 14-7  | France    | 4-2 ; 2-2 ; 3-2 ; 5-1   |
| 30 avril 2011     | Allemagne | 13-16 | Hongrie   | 4-6 ; 3-6 ; 2-3 ; 4-1   |
| 30 avril 2011     | France    | 20-7  | Slovaquie | 6-0 ; 5-3 ; 5-1 ; 4-3   |
| 2 juillet 2011    | Hongrie   | 16-12 | Allemagne | 5-4 ; 4-4 ; 4-2 ; 3-2   |
| 2 juillet 2011    | Slovaquie | 5-14  | France    | 0-4 ; 3-3 ; 1-3 ; 2-4   |
| 24 septembre 2011 | Slovaquie | 8-32  | Allemagne | 2-10 ; 2-11 ; 1-7 ; 3-4 |
| 24 septembre 2011 | France    | 8-13  | Hongrie   | 2-4 ; 2-2 ; 3-3 ; 1-4   |
| 15 octobre 2011   | Allemagne | 17-10 | France    | 7-1 ; 3-6 ; 4-1 ; 3-2   |
| 15 octobre 2011   | Hongrie   | 23-7  | Slovaquie | 6-2 ; 8-1 ; 5-0 ; 4-4   |

### Groupe B
| Rang | Équipe          | Pts | J | G | N | P | Bp  | Bc  | Diff |
| ---- | --------------- | --- | - | - | - | - | --- | --- | ---- |
| 1    | Espagne         | 18  | 6 | 6 | 0 | 0 | 115 | 32  | +83  |
| 2    | Grande-Bretagne | 12  | 6 | 4 | 0 | 2 | 94  | 43  | +51  |
| 3    | Ukraine         | 6   | 6 | 2 | 0 | 4 | 57  | 93  | -36  |
| 4    | Israël          | 0   | 6 | 0 | 0 | 6 | 24  | 122 | -98  |

| Date              |                 | Score |                 | Quarts-temps          |
| ----------------- | --------------- | ----- | --------------- | --------------------- |
| 29 janvier 2011   | Grande-Bretagne | 26-1  | Israël          | 6-0 ; 7-0 ; 5-0 ; 8-1 |
| 30 janvier 2011   | Espagne         | 24-8  | Ukraine         | 7-2 ; 6-3 ; 5-1 ; 6-2 |
| 26 mars 2011      | Israël          | 0-22  | Espagne         | 0-5 ; 0-7 ; 0-5       |
| 26 mars 2011      | Ukraine         | 7-11  | Grande-Bretagne | 2-2 ; 1-4 ; 2-1 ; 2-4 |
| 30 avril 2011     | Grande-Bretagne | 9-14  | Espagne         | 2-4 ; 2-5 ; 4-3 ; 1-2 |
| 30 avril 2011     | Israël          | 7-15  | Ukraine         | 1-6 ; 1-4 ; 3-1 ; 2-4 |
| 2 juillet 2011    | Espagne         | 10-6  | Grande-Bretagne | 1-0 ; 2-2 ; 3-2 ; 4-2 |
| 2 juillet 2011    | Ukraine         | 13-10 | Israël          | 2-1 ; 4-3 ; 4-2 ; 3-4 |
| 24 septembre 2011 | Espagne         | 25-3  | Israël          | 6-2 ; 7-0 ; 6-1 ; 6-0 |
| 24 septembre 2011 | Grande-Bretagne | 21-8  | Ukraine         | - ; -                 |
| 15 octobre 2011   | Ukraine         | 6-20  | Espagne         | - ; -                 |
| 15 octobre 2011   | Israël          | 3-21  | Grande-Bretagne | - ; -                 |

## Championnat d’Europe
Le championnat d'Europe féminin est jouée au stade Pieter van den Hoogenband, à Eindhoven, aux Pays-Bas, en même temps que le championnat masculin.
Le 11 novembre 2011, à l'hôtel de ville d’Eindhoven, le tirage au sort de la compétition est effectué par la poloïste Daniëlle de Bruijn et l'entraîneur Robin van Galen, tous deux champions olympique en 2008, le champion de natation Pieter van den Hoogenband et l'entraîneur de football Louis van Gaal.
Pendant la première semaine, la capacité du stade nautique est de deux mille cinq cents places. Pour la phase finale, à partir du 26 janvier, elle est portée à trois mille cent cinquante par l’adjonction de tribunes temporaires : une de quatre cent cinquante sièges construite à une extrémité du bassin et deux cents places ajoutées aux tribunes habituelles.

### Tour préliminaire
Les premiers de chacun des deux groupes sont qualifiés pour les demi-finales, les deuxièmes et troisièmes pour les quarts.

#### Groupe A
| Rang | Équipe          | Pts | J | G | N | P | Bp | Bc | Diff |
| ---- | --------------- | --- | - | - | - | - | -- | -- | ---- |
| 1    | Russie          | 9   | 3 | 3 | 0 | 0 | 38 | 29 | +9   |
| 2    | Hongrie         | 6   | 3 | 2 | 0 | 1 | 37 | 29 | +8   |
| 3    | Pays-Bas        | 3   | 3 | 1 | 0 | 2 | 30 | 26 | +4   |
| 4    | Grande-Bretagne | 0   | 3 | 0 | 0 | 3 | 25 | 46 | -21  |

| Date            |                 | Score |                 | Quarts-temps          |
| --------------- | --------------- | ----- | --------------- | --------------------- |
| 18 janvier 2012 | Grande-Bretagne | 9-19  | Hongrie         | 1-4 ; 3-4 ; 3-7 ; 2-4 |
| 18 janvier 2012 | Pays-Bas        | 10-11 | Russie          | 2-3 ; 5-3 ; 2-2 ; 1-3 |
| 20 janvier 2012 | Russie          | 15-10 | Grande-Bretagne | 6-2 ; 3-2 ; 1-3 ; 5-3 |
| 20 janvier 2012 | Hongrie         | 9-8   | Pays-Bas        | 4-4 ; 1-1 ; 1-3 ; 3-0 |
| 22 janvier 2012 | Pays-Bas        | 12-6  | Grande-Bretagne | 1-2 ; 5-3 ; 4-1 ; 2-0 |
| 22 janvier 2012 | Hongrie         | 9-12  | Russie          | 1-3 ; 5-4 ; 1-4 ; 2-1 |

#### Groupe B
| Rang | Équipe    | Pts | J | G | N | P | Bp | Bc | Diff |
| ---- | --------- | --- | - | - | - | - | -- | -- | ---- |
| 1    | Grèce     | 9   | 3 | 3 | 0 | 0 | 30 | 21 | +9   |
| 2    | Italie    | 6   | 3 | 2 | 0 | 1 | 42 | 33 | +9   |
| 3    | Espagne   | 3   | 3 | 1 | 0 | 2 | 39 | 35 | +4   |
| 4    | Allemagne | 0   | 3 | 0 | 0 | 3 | 30 | 52 | -22  |

| Date            |           | Score |           | Quarts-temps          |
| --------------- | --------- | ----- | --------- | --------------------- |
| 18 janvier 2012 | Espagne   | 22-12 | Allemagne | 7-3 ; 3-3 ; 7-4 ; 5-2 |
| 18 janvier 2012 | Grèce     | 10-9  | Italie    | 2-2 ; 2-0 ; 3-3 ; 3-4 |
| 20 janvier 2012 | Allemagne | 6-12  | Grèce     | 2-3 ; 1-3 ; 2-3       |
| 20 janvier 2012 | Italie    | 15-11 | Espagne   | 4-3 ; 4-1 ; 3-3 ; 4-4 |
| 22 janvier 2012 | Allemagne | 12-18 | Italie    | 3-4 ; 3-7 ; 3-4 ; 3-3 |
| 22 janvier 2012 | Grèce     | 8-6   | Espagne   | 3-0 ; 0-3 ; 3-1 ; 2-2 |

### Phase finale
| Date             |                 | Score |               | Quarts-temps                          |
| ---------------- | --------------- | ----- | ------------- | ------------------------------------- |
| Quarts de finale |                 |       |               |                                       |
| 24 janvier       | Hongrie (A2)    | 11-9  | Espagne (B3)  | 5-2 ; 3-1 ; 2-2 ; 1-4                 |
| 24 janvier       | Italie (B2)     | 17-15 | Pays-Bas (A3) | 4-3 ; 2-2 ; 3-4 P : 1-1 ; 1-1 T : 4-2 |
| Demi-finale      |                 |       |               |                                       |
| 24 janvier       | Hongrie (A2-B3) | 12-14 | Grèce (B1)    | 2-4 ; 4-3 ; 2-4                       |
| 24 janvier       | Italie (B2-A3)  | 13-12 | Russie (A1)   | 2-2 ; 4-4 ; 3-2 ; 4-4                 |
| Finale           |                 |       |               |                                       |
| 28 janvier       | Grèce           | 10-13 | Italie        | 1-4 ; 1-2 ; 3-4 ; 5-3                 |

### Phase de classement
| Date       |                      | Score |                | Quarts-temps                        |
| ---------- | -------------------- | ----- | -------------- | ----------------------------------- |
| 7e/8e      |                      |       |                |                                     |
| 24 janvier | Grande-Bretagne (A4) | 13-11 | Allemagne (B4) | 2-2 ; 4-4 ; 3-1 ; 1-3 P : 3-0 ; 0-1 |
| 5e/6e      |                      |       |                |                                     |
| 26 janvier | Espagne              | 11-10 | Pays-Bas       | 3-3 ; 2-3 ; 4-3 ; 2-1               |
| 3e/4e      |                      |       |                |                                     |
| 28 janvier | Hongrie              | 9-8   | Russie         | 6-2 ; 1-3 ; 2-2 ; 0-1               |

### Classement final
|                    | Équipes         |
| ------------------ | --------------- |
| Médaille d'or      | Italie          |
| Médaille d'argent  | Grèce           |
| Médaille de bronze | Hongrie         |
| 4                  | Russie          |
| 5                  | Espagne         |
| 6                  | Pays-Bas        |
| 7                  | Grande-Bretagne |
| 8                  | Allemagne       |

En italique, les cinq équipes qualifiées pour le tournoi olympique de qualification d’avril 2012.
| Médaille | Équipe lors du dernier match |
| -------- | --- |
| Or       | Italie : Fabio Conti (entraîneur) Elena Gigli (gardienne), Simona Abbate, Elisa Casanova, Rosaria Aiello, Elisa Queirolo, Allegra Lapi, Tania Di Mario, Roberta Bianconi, Giulia Emmolo, Giulia Rambaldi, Aleksandra Cotti, Teresa Frassinetti et Giulia Gorlero (gardienne)                                                              |
| Argent   | Grèce : Georgios Morfesis (entraîneur) Eleni Kouvdou (gardienne), Christina Chrysoula Tsoukala, Antiópi Melidóni, Ilektra Maria Psouni, Kyriakí Liósi, Alkisti Avramidou, Alexándra Asimáki, Antigóni Roumpési, Angeliki Gerolymou, Triantafyllia Manolioudaki, Stavroúla Antonákou, Georgía Lará et Chrysoula Diamantopoulou (gardienne) |
| Bronze   | Hongrie : András Merész (entraîneur) Flora Bolonyai (gardienne), Dóra Csabai, Dóra Antal, Hanna Anna Kisteleki, Gabriella Szűcs, Orsolya Takács, Rita Drávucz, Rita Keszthelyi, Ildikó Tóth, Barbara Bujka, Anna Krisztina Illés, Kata María Menczinger et Edina Gangl (gardienne)                                                        |

### Honneurs
Rita Keszthelyi de l’équipe de Hongrie est la meilleure buteur du tournoi avec dix-neuf réalisations.
Tania Di Mario de l’équipe d’Italie est élue meilleure joueuse du championnat par les entraîneurs et les journalistes accrédités.

## Sources et références
- Règlement des championnats d'Europe de water-polo, Ligue européenne de natation, 29 mai 2010.

1. ↑  Calendrier sur le site officiel de la compétition ; page consultée le 27 août 2011.
2. 1 2 3 4  Wolfgang Philipps, « German streak goes on - Britain back in top eight », waterpolo-world.com, 17 octobre 2011 ; page consultée le 19 octobre 2011.
3. ↑  L'équipe des Pays-Bas a également terminé troisième du Championnat d’Europe 2010
4. ↑  « Euro 2012 : Le programme des Françaises est désormais connu », Association des clubs de water-polo français, daté 19 novembre 2010 ; page consultée le 18 novembre 2010.
5. ↑  Wolfgang Philipps, « New-look qualifiers getting underway - France to battle Gemany », waterpolo-world.com, 28 janvier 2011 ; page consultée le 29 janvier 2011.
6. ↑  « European Water Polo Championships 2012 - New formula for the Continental Competition », Ligue européenne de natation, 6 août 2010 ; page consultée le 24 août 2010.
7. 1 2 3 4  Wolfgang Philipps, « Britain takes seventh Eindhoven spot », waterpolo-world.com, 24 septembre 2011 ; page consultée le 25 septembre 2011.
8. ↑  Wolfgang Philipps, « Germany takes last Eindhoven berth », waterpolo-world.com, 15 octobre 2011 ; page consultée le 19 octobre 2011.
9. ↑  « The Pieter van den Hoogenband Swim Stadium », site officiel des championnats ; page consultée le 1er mai 2011.
10. ↑  Tim Hartog, « European championships draw with Louis van Gaal », waterpolo-world.com, 27 octobre 2011 ; page consultée le 27 octobre 2011.
11. ↑  Wolfgang Philipps, « Additional temporary stands erected over night », WaterpoloWorld.com, 26 janvier 2012 ; page consultée le 29 janvier 2012.
12. ↑  « La LEN confirma 5 europeos en el Preolímpico fem », Real Federación Española de Natación, 3 février 2012 ; page consultée le 3 février 2012.
13. ↑  Liste des joueurs pour la finale et le match pour la troisième place, sportresult.com, 28 janvier 2012 ; fichiers consultés le 4 février 2012.
14. ↑  Wolfgang Philipps, « Keszthelyi and Sukno take scorer crowns », waterpoloworld.com, 30 janvier 2012 ; page consultée le 31 janvier 2012.
15. ↑  Wolfgang Philipps, « Comeback queen: Tania di Mario takes MVP crown », Waterpolo World, 28 janvier 2012 ; page consultée le 28 janvier 2012.